# Ґ
Ćirilično slovo Ґ (hrvatski G) nalazi se u ukrajinskom, urumskom i rusinskome jeziku.